# Мота д'Афермо
Мота д'Афермо (итал. Motta d'Affermo) је насеље у Италији у округу Месина, региону Сицилија.
Према процени из 2011. у насељу је живело 619 становника. Насеље се налази на надморској висини од 666 м.

## Становништво
Према резултатима пописа становништва 2011. у општини је живело 828 становника.
| 1931. | 1936. | 1951. | 1961. | 1971. | 1981. | 1991. | 2001. | 2011. |
| ----- | ----- | ----- | ----- | ----- | ----- | ----- | ----- | ----- |
| 1.845 | 1.829 | 1.887 | 1.554 | 1.280 | 1.170 | 1.158 | 954   | 828   |